# Christine Meyer (Politikerin)
Hilde Christine Meyer (* 7. Januar 1948 in Jöhstadt) ist eine deutsche Politikerin (CDU). Sie war von 1993 bis 2004 Abgeordnete im Landtag von Sachsen.
Meyer besuchte von 1962 bis 1966 die Erweiterte Oberschule in Annaberg, an der sie das Abitur machte. Danach studierte sie bis 1971 an der TH Karl-Marx-Stadt, wo mit Diplom für Wärmetechnik abschloss. Nach zwei Jahren als Hausfrau arbeitete sie ab 1973 bis 1974 als Näherin in Heimarbeit. Danach wurde sie Produktionsleiterin in einer Kissenfabrik in Geyer. Ab 1976 war sie erneut bis 1979 Hausfrau und Näherin. Danach war sie bis 1981 Mitarbeiterin in der Investbauleitung einer Schuhfabrik und danach bis 1992 Gruppenleiterin für Wärmeversorgung. Danach arbeitete sie für die Stadt Geyer. Für die CDU, der sie 1990 beitrat, rückte sie am 14. Dezember 1993 für den Abgeordneten Albrecht Buttolo in den Landtag Sachsens nach, dem sie bis 2004 angehörte.